# 耶勒·范達姆
耶勒·范達姆（荷蘭語：Jelle Van Damme；1983年10月10日—）是一位比利時足球運動員。在場上的位置是後衛。他現在效力於比利時足球甲級聯賽球隊標準列日足球俱樂部。他也代表比利時國家足球隊參賽。